# Edifício Eiffel

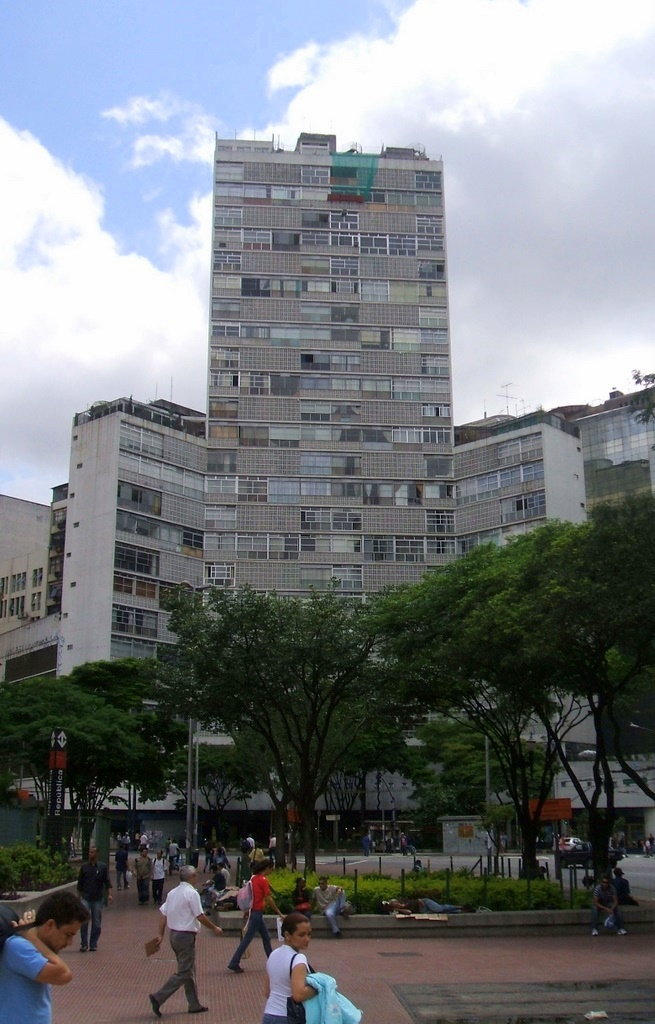
Edifício Eiffel.

O Edifício Eiffel é um edifício residencial localizado na Praça da República, em São Paulo, projetado pelo arquiteto Oscar Niemeyer em 1953 e inaugurado em 1956.
O edifício foi projetado nos anos 1950, no período em que Niemeyer possuía um escritório em São Paulo, gerenciado pelo arquiteto Carlos Lemos. O prédio, com duas abas laterais, possui apartamentos dúplex (54 unidades de dois, três e quatro dormitórios), uma novidade na época.

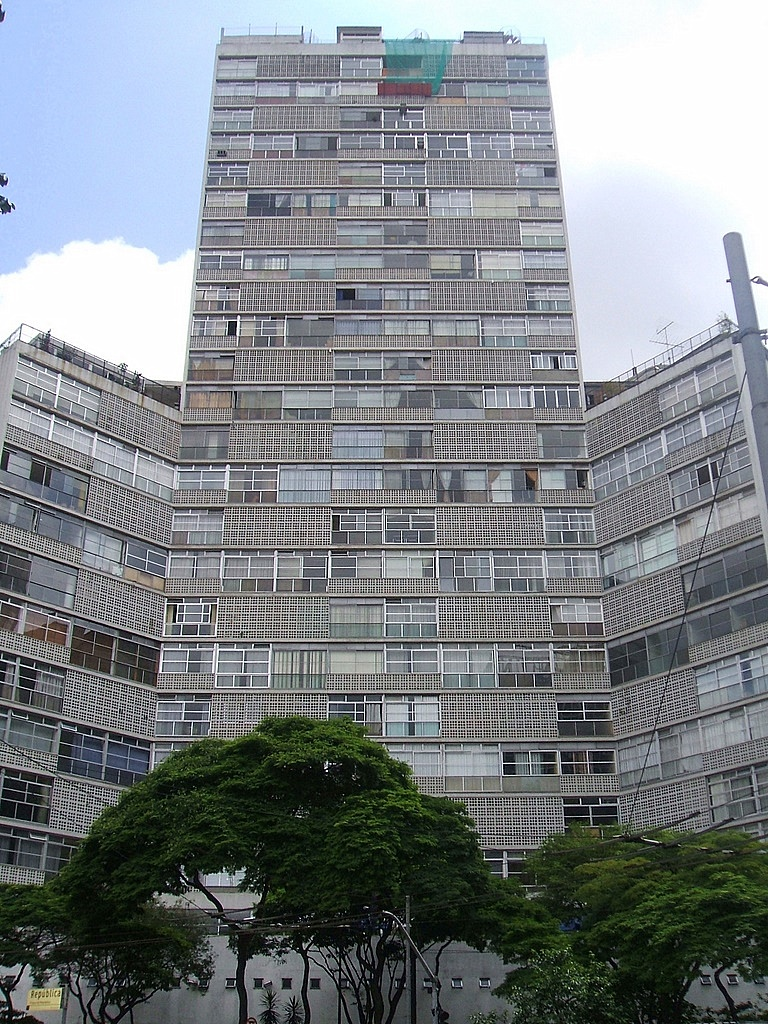
Edifício Eiffel.

O Eiffel consta em um dos roteiros de obras arquitetônicas de São Paulo, uma iniciativa do Museu da Casa Brasileira (MCB) e a Secretaria de Estado de Cultura de São Paulo, publicado sob o nome Três Momentos de Oscar Niemeyer e organizado por Ruth Verde Zein.